# سیارک ۲۱۷۳۰
سیارک ۲۱۷۳۰ (به انگلیسی: 21730 Ignaciorod، نامگذاری:1999RG138) بیست و یک هزار و هفتصد و سی‌امین سیارک کشف شده‌است که در ۹ سپتامبر ۱۹۹۹ کشف شد.
قدر مطلق سیارک برابر ۱۰.۷ است.